# Jagdstaffel 11

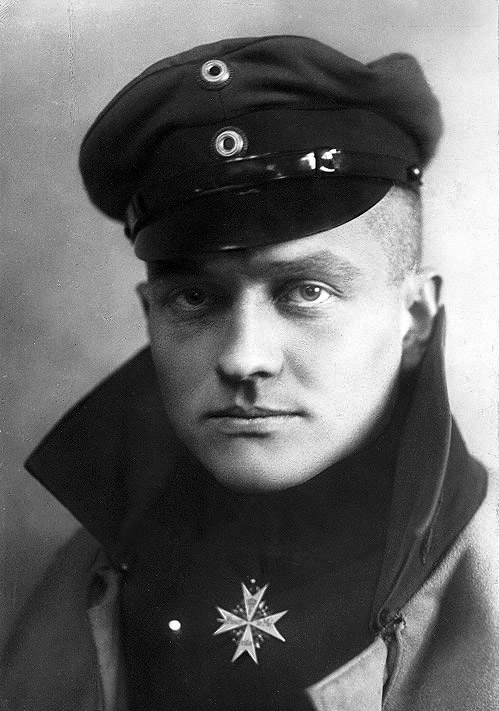
Manfred von Richthofen, líder del Jasta 11.

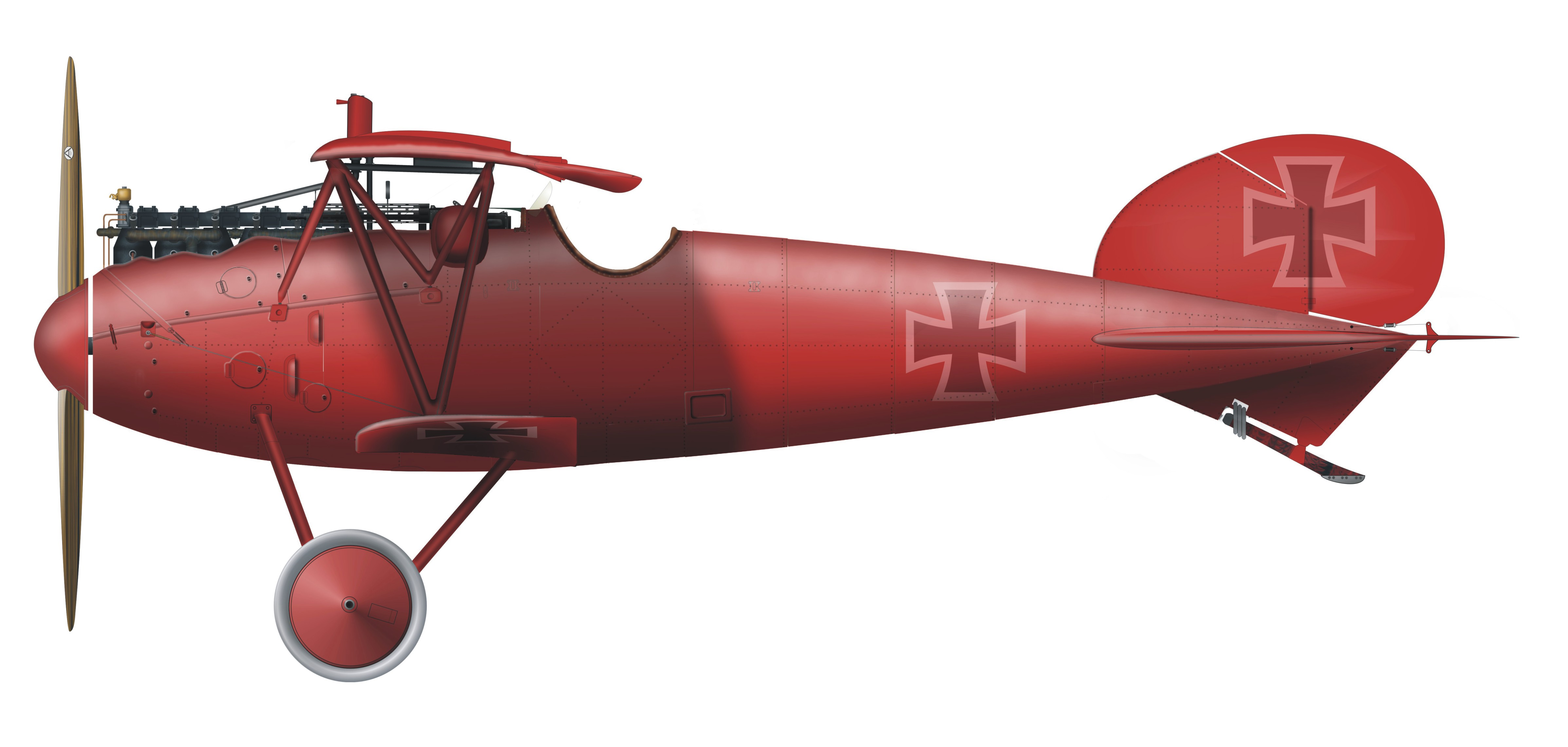
Representación del Albatros D.III del Barón Rojo.

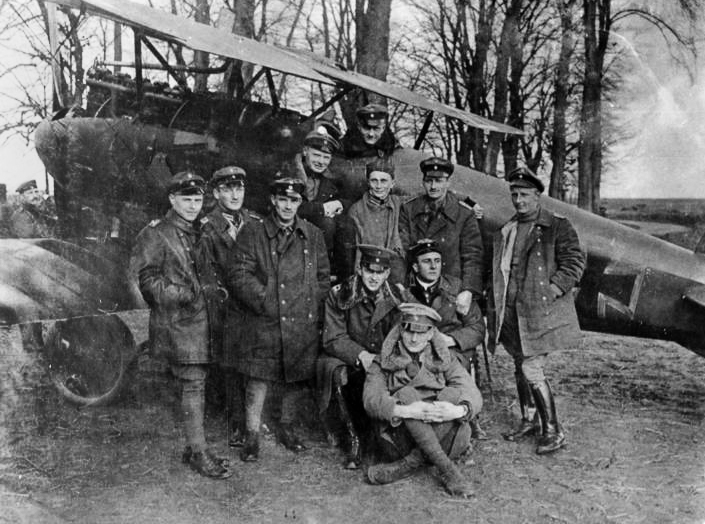
Richthofen (en el Albatros D.III). De izquierda a derecha, de pie: desconocido (posiblemente el teniente Karl Allmenroeder); Hans Hintsch; El vice sargento Sebastián Festner; El teniente Karl Emil Schaefer; El primer teniente Kurt Wolff; Georg Simon; Teniente Otto Brauneck. Sentado: comedor; Krefft; Teniente Lothar von Richthofen

El Jagdstaffel 11 Prusiano Real ("Escuadrón de Cazas N° 11"; comúnmente abreviado como Jasta 11) fue fundado el 28 de septiembre de 1916 a partir de elementos de los 4 Kampfeinsitzerkommandos (Comandos de Combate) (o KEKs) 1, 2 y 3 del ejército y se movilizó el 11 de octubre como parte del programa de expansión del Luftstreitkräfte, formando escuadrones permanentes de cazas especializados, o "Jastas". Se convirtió en el escuadrón de cazas más exitoso de la Luftstreitkräfte.

## Fundación
El primer comandante del Jasta 11 fue el Teniente Primero (Oberleutnant) Rudolf Lang, desde su movilización en Brayelles, hasta el 14 de enero de 1917. Los primeros meses de operaciones de Jasta 11 fueron poco relevantes.
No fue hasta el nombramiento del Capitán de Caballería (Rittmeister) Manfred von Richthofen, de 24 años de edad, el 16 de enero de 1917, como Comandante en Jefe, que la unidad comenzó su camino hacia la fama y la inmortalidad. Richthofen, más tarde conocido como el Barón Rojo (debido a la práctica de pintar su avión de rojo para facilitar su identificación durante el combate) antes de asumir el liderazgo de la Jasta 11 era un hábil piloto táctico y un as de la aviación. Después de varios meses de servicio en la Jasta 2 y se convirtió en un comandante muy eficaz que dirigía a sus pilotos ejemplarmente. Ya tenía 16 victorias y fue premiado con el Pour le Mérite justo antes de asumir el mando.
La unidad tuvo su base primero en Douai-Brayelles y luego en Roucourt para las operaciones sobre el 6 ejército en el frente de Arras, los Jasta fueron equipados con varios modelos del avión de combate Albatros D.III. Entre el 22 de enero de 1917 y finales de marzo, el Jasta 11 obtuvo aproximadamente 36 victorias. El comienzo de la Batalla de Arras a principios de abril significó un mayor número de objetivos, con 11 Jastas registrando 89 reclamaciones de aviones destruidos en abril (de un total de 298 realizadas por todas las unidades de combate alemanas durante el mes).
El desempeño del Jasta 11 es aún más extraordinario ya que la unidad usualmente volaba en pequeños vuelos de seis o menos. Los pilotos con más bajas enemigas de la unidad de Abril fueron el teniente Kurt Wolff (22), Manfred von Richthofen (21 bajas), el teniente Karl Emil Schäfer (15), el hermano de Manfred, Lothar von Richthofen (15) y el piloto Sebastian Festner (10)

## Incorporación a la Jagdgeschwader 1
El 26 de julio de 1917, Jasta 11 se convirtió en parte de la Jagdgeschwader 1 una colección de cuatro "Jastas" en una fuerza táctica administrativa y altamente móvil. Richthofen fue ascendido al mando de la JG I, que fue la segunda ala de combate en la historia de la aviación militar. Fue apodado "El Circo Volador de Richthofen" porque imitaba la lógica de un circo utilizando trenes de ferrocarril dedicados a transportarlo al aeródromo de avanzada, y por sus aviones pintados de colores variados.

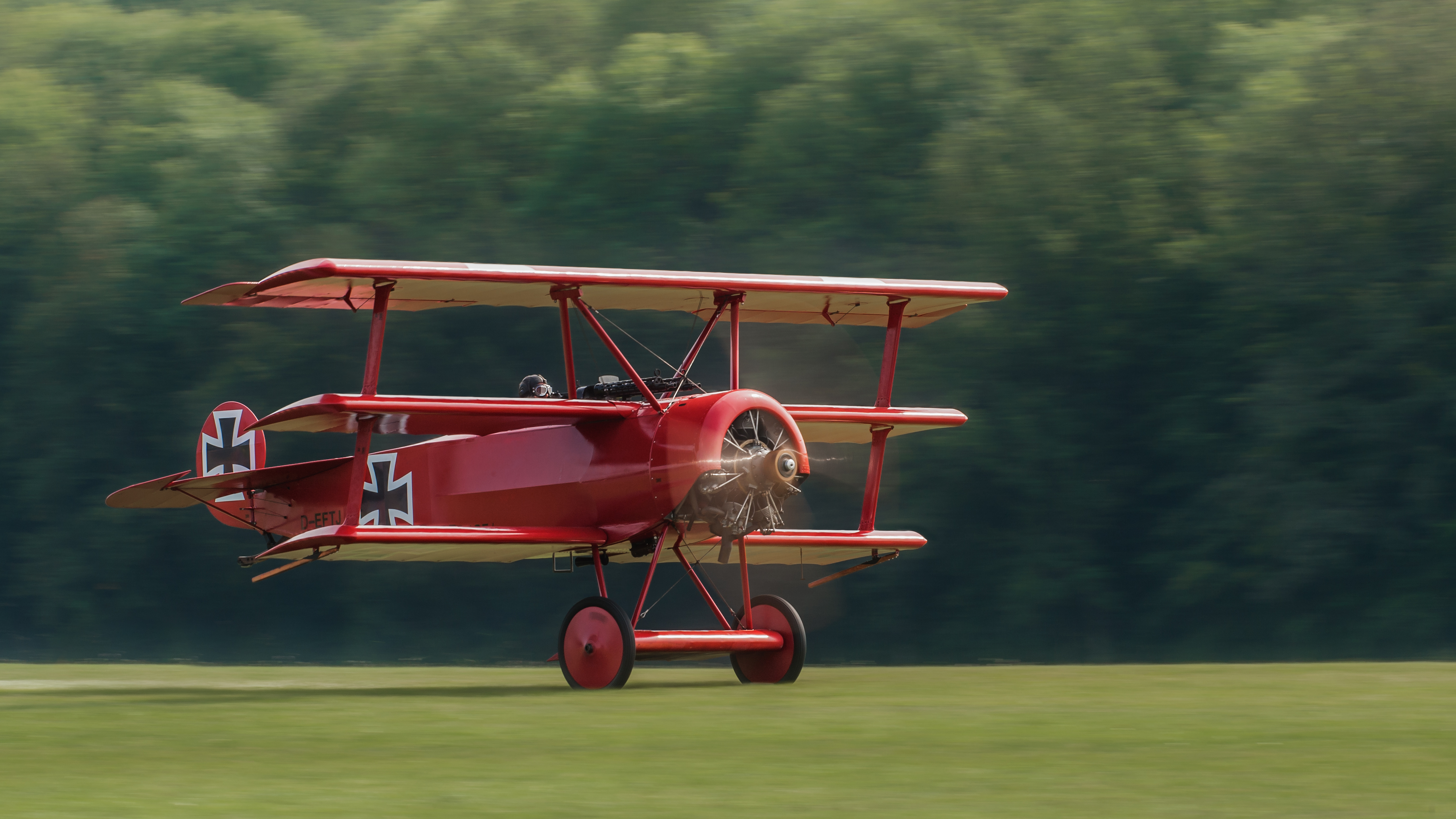
Replica del famoso avión triplano Fokker Dr.I del Barón Rojo, avión que piloteaba cuando fue derribado el 21 de abril de 1918.

Su ayudante, el teniente Karl Allmenroeder tomó el mando del Jasta 11. Tras la muerte de este último al día siguiente, el ex piloto del Jasta 11, el Teniente Kurt Wolff, tomó el relevo tras su traslado desde el Jasta 29. Después de que Wolff fuera herido en septiembre, Wilhelm Reinhard se hizo cargo hasta que Wolff regresó. Poco después de que Wolff muriera en acción el 15 de septiembre, a partir de entonces Lothar von Richthofen tomó el mando. El Jasta 11 tendría entonces una desconcertante sucesión de otros comandantes temporales, especialmente cuando Lothar estaba frecuentemente lejos del frente recuperándose de sus heridas.
El Teniente Primero Erich Rüdiger von Wedel fue el último Staffelführer, desde septiembre de 1918 hasta el final de la guerra. El Jasta fue desmovilizado en Darmstadt el 16 de noviembre de 1918.
En septiembre de 1917, el Jasta 11 fue equipado con los triplanos Fokker Dr.I. Los que operaron hasta abril-mayo de 1918, cuando recibió los Fokker D.VII que usarían hasta el final de la guerra.
El Jasta 11 se convirtió en el Jasta alemán de mayor puntuación de la Primera Guerra Mundial, con 350 bajas. La primera fue anotada el 23 de enero de 1917, la 100 el 23 de abril, la 200 el 17 de agosto, la 250 el 2 de abril de 1918, la 300 el 28 de junio de 1918; la 350 fue el 19 de septiembre de 1918 (la última victoria del Jasta 11) fue el derribo de un Royal Aircraft Factory R.E.8 del 3.er Escuadrón de la RAF (Reino Unido) tripulado por el Piloto Lt. Clifford Peel y Observador Lt. J. P.Jeffers (ambos muertos), derribados por el Teniente Julius Schulte-Frohlinde.
El Jasta 11 contaba con veinte ases entre sus filas, y con pilotos "graduados" para comandar otras numerosas Jastas en la Luftstreitkräfte. A cambio, sufrió 17 pilotos muertos, 2 prisioneros de guerra y 2 muertos en accidentes de vuelo. Su tasa de pérdidas fue por lo tanto menos de una décima parte de sus oponentes, aunque también sufrió 19 heridos en acción.

## Pilotos
- Capitán Manfred von Richthofen
- Teniente Primero Rudolf Lang
- Teniente Kurt Wolff
- Teniente Karl Emil Schäfer
- Lothar von Richthofen
- Wilhelm Reinhard
- Sebastian Festner
- Erich Rüdiger von Wedel
- Hans Wolff
- Werner Voss
- Willi Gabriel
- Werner Steinhäuser
- Anton Baierlein
- Karl Allmenröder
- Eberhard Mohnicke
- Wolfram von Richthofen
- Wilhelm Gisbert Groos
- Erich Just
- George Schiller
- Friedrich T. Noltenius
- Alfred Niederhoff
- Erich Rüdiger von Wedel
- Hans-Georg von der Osten
- Edgar Scholtz
- Hans Weiss
- Siegfried Gussmann
- Teniente Primero Georg "Simon" Shöster
- Otto Brauneck
- Hermann Göring
- Carl-August von Schoenebeck
- Ernst UdetFokker Dr.I
- Carlos Meyer Baldó[9]
- Richard Wenzl[10]